# 棋士採用試験
棋士採用試験（きしさいようしけん）は、日本棋院などで採用されている囲碁のプロ棋士を採用する試験。
棋士採用試験に合格し、プロ棋士となることを指して日本囲碁界では「入段」と言う。そのため、棋士採用試験は入段試験とも呼ばれる。

## 日本棋院の制度
2019年現在、日本棋院の棋士採用の種別には「正棋士」「女流特別採用棋士」「女流特別採用推薦棋士」「外国籍特別採用棋士」「英才特別採用推薦棋士」がある。採用年齢には制限があり、原則として23歳未満でなければならない。また、日本棋院以外のプロ団体で棋士としての段位を取得したことがあると判断された者は試験を受けることができない。
棋士採用試験の合格者は4月1日付での採用（入段）となるが、後述する東京本院夏季採用棋士のみ、試験合格後より仮採用が認められ、各棋戦にも出場できる。

### 正棋士
日本棋院が行う正棋士採用試験で合格することで採用となる。2019年現在、正棋士の採用枠は東京本院夏季採用が1名、東京本院冬季採用試験が2名、関西総本部採用試験が1名、中部総本部採用試験が1名の各年度5名である。2028年度から①東京の採用枠を毎年3人から2人に②関西・中部の採用枠を毎年計2人から年1.5人に減少して、各年度3.5名に変更予定。

#### 東京本院夏季採用試験
日本棋院の院生研修で、所定の期間（3月 - 6月）の成績が1位となった者が採用される。

#### 東京本院冬季採用試験
8月から11月ごろにかけて行われる試験で上位2名となった者が採用される。試験には日本棋院の院生と、そうでない者（外来受験者）の両方が参加する。
まず外来受験者による予選（外来予選）が行われ、外来予選の通過者と成績上位の院生による合同予選が行われる。ただし、院生の成績上位者の一部は合同予選を免除される。そして、合同予選の通過者と、合同予選を免除された成績上位の院生による本戦が行われ、上位2名が採用となる。その他の試験においても同様であるが、予選や本戦はいずれも総当たりのリーグ戦で行われる。

#### 中部総本部採用試験・関西総本部採用試験
試験のシステムは東京本院冬季採用試験とおおむね同じで、8月から12月ごろにかけて開催される。外来予選は行われない場合もあり、合同予選・本戦を経て1位になった者が採用される。なお、平成29年度（2017年度）以降は外来受験者を含む合同予選や本戦は関西総本部と中部総本部が隔年で行うようになり、行わない側は院生研修リーグの成績で採用棋士を決定するように変更されている。

### 女流特別採用棋士
女性のみが参加できる、女流棋士特別採用試験（女流試験）を突破することで入段することができる。女流試験は12月から2月ごろにかけて行われる。外来予選は行われない場合もあり、合同予選・本戦を経て上位になった者が採用される。原則として採用されるのは各年度1名。2028年度から隔年で1人に変更予定。
かつては15歳未満は試験に参加できず、女性であっても正棋士採用試験に参加しなければならなかったが、のちにこの規定は廃止されている。なお、女流試験ではなく正棋士採用試験で入段した女流棋士は、過去に宮崎志摩子・桑原陽子・加藤啓子・謝依旻の4名がいる。

### 外国籍特別採用棋士
囲碁の国際的な普及を目的として、所定の成績を収めた優秀な外国籍の日本棋院院生または院生経験者が、5-6年に1名程度の見通しで採用される。ここでいう「外国籍」は、「囲碁先進国・地域」である日本・中国・韓国・台湾・北朝鮮を除外した諸国。
外国籍特別採用棋士として採用された棋士には、ハンス・ピーチ以来19年ぶりに欧米出身の日本棋院棋士となったアンティ・トルマネン（フィンランド出身、平成28年度採用）、世界初の東南アジア出身の棋士となった曽富康（マレーシア出身、令和2年度採用）及びフィトラ・ラフィフ・シドキ（インドネシア出身、同）らがいる。外国籍特別採用棋士は年齢制限の例外が認められており、トルマネンは26歳で入段を果たしている。

### 女流特別採用推薦棋士
女性がプロ棋士になる条件を緩和する目的で、2019年度（平成31年度）より導入された。導入の経緯について、日本棋院副理事長（当時）の小林覚は「才能ある女性が増えたのに、棋士になれず去っていくのが惜しまれる現状がある」「実力がある人は早くプロにして鍛え、世界を目指したい」と語っている。
採用の対象となるのは、日本棋院院生及び院生経験者で、所定の成績を収めて院生師範の推薦を受けた者。
2019年度（平成31年度）は、女流特別採用推薦棋士で6名の女流棋士が誕生し、女流特別採用棋士・  英才特別採用推薦棋士（後述）とあわせて8名の女流棋士が日本棋院で誕生した。

### 英才特別採用推薦棋士
日本の囲碁界が国際棋戦で中国や韓国に後れを取るなか、国際棋戦での活躍を期待できる棋士を養成するため2019年度（平成31年度）より導入された。日本棋院棋士採用規定では、その目的を「我が国の伝統文化である棋道の継承発展、内外への普及振興」であるとし、採用の対象となる者については「囲碁世界戦で優勝するなど、目標達成のために棋戦に参加し、最高レベルの教育・訓練を受けることが出来る者」としている。
採用の年齢は小学生を原則とし、日本棋院の棋士2名以上の推薦がある者が採用の候補となる。候補者の実績や将来性を評価し、日本棋院の現役7大タイトル保持者及びナショナルチームの監督・コーチのうち3分の2以上の賛成を得たうえで、審査会及び常務理事会を経て採用を決定する。試験対局も行われるが、年齢を考慮して逆コミや持碁など通常とは異なるルールで行われる。
英才特別採用推薦棋士制度により、2019年には仲邑菫が日本棋院史上最年少（10歳0か月）での入段を果たしている。

### 正棋士と特別採用棋士の違い
女流特別採用棋士・外国籍特別採用棋士・女流特別採用推薦棋士・英才特別採用推薦棋士は、「特別採用棋士」として正棋士とは異なる扱いを受ける。棋戦には正棋士と同じように参加することができるが、給与や対局料が正棋士に比べると劣るものとなる。また、特別採用棋士の席次は、同段位の正棋士の下位とされる。
ただし、公式棋戦において優勝ないし特に優秀な成績を収めた場合、または所定の段位に昇段した場合は資格が正棋士に変更される。

### 過去の制度
過去には正棋士になれなかった者の救済制度として囲碁の普及や指導を専門とする棋士が存在した。現在では初段以上のアマチュアが認定される普及指導員や学校囲碁指導員が担当している。
- 普及棋士（準棋士） - 正棋士になれなかった院生を普及や指導を担う人員として認定する制度[14]。
- 地方棋士 - 院生以外で入段試験に合格できなかった者を地方での指導員として認定する制度[15]。

### 入段者一覧

#### 2019年度（平成31年度） -
| 年度       | 正棋士   | 正棋士     | 正棋士     | 正棋士     | 正棋士   | 特別採用棋士 | 特別採用棋士 | 特別採用棋士 | 特別採用棋士 | 特別採用棋士 | 特別採用棋士 | 特別採用棋士 | 特別採用棋士 |
| 年度       | 夏季     | 冬季1位    | 冬季2位    | 中部採用   | 関西採用 | 女流         | 女流推薦     | 女流推薦     | 女流推薦     | 女流推薦     | 外国籍       | 外国籍       | 英才推薦     |
| ---------- | -------- | ---------- | ---------- | ---------- | -------- | ------------ | ------------ | ------------ | ------------ | ------------ | ------------ | ------------ | ------------ |
| 令和7年度  | 荒井幹太 | 嵯峨駿太郎 | 宮谷風雅   | 中根大喜   | 朝日悠俊 | 小幡みのり   | 関山穂香     |              |              |              |              |              |              |
| 令和6年度  | 関涼介   | 柳井一真   | 陳柏劭     | 志賀司     | 笠原悠暉 | 高山希々花   | 竹下奈那     |              |              |              |              |              |              |
| 令和5年度  | 蕭鈺洋   | 桑原樹     | 重川明司   | 井川崚吾   | 後藤一   | 加藤優希     | 栁原咲輝     |              |              |              |              |              |              |
| 令和4年度  | 日野勝太 | 河原裕     | 依田大空   | 保田翔太   | 小西理章 | 張心治       | 櫻本絢子     |              |              |              |              |              |              |
| 令和3年度  | 竹下凌矢 | 並木響     | 田中佑樹   | 中濵孝ノ輔 | 三戸秀平 | 徐文燕       | 鈴川七海     | 安田明夏     |              |              |              |              |              |
| 令和2年度  | 藤井浩貴 | 三浦太郎   | 近藤登志希 | 北澤昌章   | 中野奨也 | 張心澄       | 大須賀聖良   | 横田日菜乃   | 塚田千春     | 本田真理子   | フィトラ     | 曽富康       |              |
| 平成31年度 | 武井太心 | 豊田裕仁   | 福岡航太朗 | 寺田柊汰   | 池本遼太 | 上野梨紗     | 辻華         | 五藤眞奈     | 森智咲       | 大森らん     |              |              | 仲邑菫       |
| 平成31年度 | 武井太心 | 豊田裕仁   | 福岡航太朗 | 寺田柊汰   | 池本遼太 | 上野梨紗     | 高雄茉莉     | 羽根彩夏     |              |              |              |              | 仲邑菫       |

#### 2002年度（平成14年度） - 2018年度（平成30年度）
| 年度       | 正棋士     | 正棋士     | 正棋士     | 正棋士           | 正棋士           | 特別採用棋士 | 特別採用棋士 | 特別採用棋士  |
| 年度       | 夏季       | 冬季1位    | 冬季2位    | 中部採用         | 関西採用         | 女流         | 女流         | 外国籍        |
| ---------- | ---------- | ---------- | ---------- | ---------------- | ---------------- | ------------ | ------------ | ------------- |
| 平成30年度 | 伊了       | 酒井佑規   | 青木裕孝   | 長徳徹志         | 村本渉           | 加藤千笑     | 加藤千笑     |               |
| 平成29年度 | 桒原駿     | 芝野龍之介 | 関航太郎   | 西岡正織         | 坂井嵩司         | 茂呂有紗     | 茂呂有紗     |               |
| 平成28年度 | 小池芳弘   | 広瀬優一   | 大表拓都   | 大竹優           | 鳥井裕太         | 上野愛咲美   | 上野愛咲美   | A. トルマネン |
| 平成27年度 | 芝野虎丸   | 大西竜平   | 横塚力     | 伊藤健良         | 宇谷俊太         | 牛栄子       | 牛栄子       |               |
| 平成26年度 | 小山空也   | 外柳是聞   | 張瑞傑     | 六浦雄太         | 大谷直輝         | 金子真季     | 金子真季     |               |
| 平成25年度 | 姚智騰     | 許家元     | 藤村洋輔   | 卞聞愷           | 田中伸幸         | 星合志保     | 星合志保     |               |
| 平成24年度 | 本木克弥   | 大西研也   | 風間隼     | 菊地正敏         | 小松大樹         | 木部夏生     | 木部夏生     |               |
| 平成23年度 | 一力遼     | 常石隆志   | 孫喆       | 高橋真澄         | 吉川一           | 宮本千春     | 宮本千春     |               |
| 平成22年度 | 平田智也   | 竹内康祐   | 沼舘沙輝哉 | 鶴田和志         | 高木淳平         | 藤沢里菜     | 藤沢里菜     |               |
| 平成21年度 | 大淵浩太郎 | 稲葉貴宇   | 安達利昌   | 伊田篤史         | 村松大樹         | 下坂美織     | 下坂美織     |               |
| 平成20年度 | 寺山怜     | 鈴木伸二   | 伊藤優詩   | 熊本秀生（合同） | 熊本秀生（合同） | 王景怡       | 王景怡       |               |
|            | 夏季       | 冬季1位    | 冬季2位    | 中部院生1位      | 関西院生1位      | 女流         | 女流         |               |
| 平成19年度 | 富士田明彦 | 田尻悠人   | 金沢真     | 大澤健朗         | 小田鉄兵         | 兆乾         | 兆乾         |               |
| 平成18年度 | 内田修平   | 関達也     | 堀本満成   | 志田達哉（合同） | 志田達哉（合同） | 万波奈穂     | 万波奈穂     |               |
|            | 夏季       | 冬季1位    | 冬季2位    | 中部             | 関西             | 女流         | 女流         |               |
| 平成17年度 | 李沂修     | 白石勇一   | 玉井伸     | 柳澤理志         | 大橋成哉         | 向井芳織     | 向井芳織     |               |
| 平成16年度 | 安藤和繁   | 村上晶英   | 謝依旻     | 但馬慎吾（合同） | 但馬慎吾（合同） | 向井千瑛     | 奥田あや     |               |
|            | 大手合1位  | 大手合2位  | 大手合3位  | 大手合中部       | 大手合関西       | 女流         | 女流         |               |
| 平成15年度 | 安斎伸彰   | 大場惇也   | 古家正大   | 武田祥典         | 阪本寧生         | 中島美絵子   | 種村小百合   |               |
| 平成14年度 | 黄翊祖     | 三谷哲也   | 大橋拓文   | 上地宏樹         | 井山裕太         | 向井梢恵     | 潘坤鈺       |               |

#### 1989年度（平成元年度）- 2001年度（平成13年度）
| 入段年   | 正棋士採用 (順不同) | 正棋士採用 (順不同) | 正棋士採用 (順不同) | 正棋士採用 (順不同) | 正棋士採用 (順不同) | 正棋士採用 (順不同) | 正棋士採用 (順不同) | 女流採用棋士 (順不同) | 女流採用棋士 (順不同) | 女流採用棋士 (順不同) | 女流採用棋士 (順不同) |
| -------- | ------------------- | ------------------- | ------------------- | ------------------- | ------------------- | ------------------- | ------------------- | --------------------- | --------------------- | --------------------- | --------------------- |
| 平成13年 | 上田崇史            | 川田晃平            | 竹清勇              | 山田晋次            |                     |                     |                     | 鈴木歩                |                       |                       |                       |
| 平成12年 | 岩丸平              | 首藤瞬              | 望月研一            | 山森忠直            | 林漢傑              |                     |                     | 渋澤真知子            | 万波佳奈              |                       |                       |
| 平成11年 | 加藤啓子            | 加藤祐輝            | 鶴山淳志            | 光永淳造            |                     |                     |                     | 甲田明子              | 富紅梅                |                       |                       |
| 平成10年 | 孔令文              | 高野英樹            | 武宮陽光            | 熊丰                |                     |                     |                     | 井澤秋乃              | 大澤奈留美            | 金賢貞                | 松岡しげ子            |
| 平成9年  | 王唯任              | T. カタリン         | 張豊猷              | H. ピーチ           | 松本武久            | 山本賢太郎          |                     | 巻幡多栄子            |                       |                       |                       |
| 平成8年  | 一色識央            | 祷陽子              | 桂篤                | 金秀俊              | 河野臨              | 佐々木毅            | 潘善琪              | 青葉かおり            | 梅沢由香里            |                       |                       |
| 平成7年  | 久保秀夫            | 武井孝志            | 山田拓自            | 林子淵              |                     |                     |                     | 小林泉美              |                       |                       |                       |
| 平成6年  | 荒木一成            | 河合将史            | 黒瀧正樹            | 下島陽平            | 鈴木嘉倫            | 蘇耀国              | 張栩                | 矢代久美子            |                       |                       |                       |
| 平成5年  | 金澤秀男            | 田原靖史            | 古田直義            | 溝上知親            | 山下敬吾            |                     |                     | 佃亜紀子              | 知念かおり            |                       |                       |
| 平成4年  | 秋山次郎            | 稲垣陽              | 桑本晋平            | 河野光樹            | 富永武              | 松原大成            | 矢中克典            | 金艶                  |                       |                       |                       |
| 平成3年  | 河野貴至            | 杉本明              | 高尾紳路            | 高橋秀夫            | 仲邑信也            | 羽根直樹            |                     | 加藤朋子              |                       |                       |                       |
| 平成2年  | 遠藤悦史            | 加藤充志            | 黒瀧正憲            | 佐野貴詔            | 北野亮              | 中尾準吾            | 水間俊文            | 穂坂繭                |                       |                       |                       |
| 平成元年 | 菅野昌志            | 高梨聖健            | 鶴丸敬一            | 宮川史彦            | 宮崎龍太郎          | 山田規三生          |                     | 岡田結美子            |                       |                       |                       |

## 関西棋院の制度
関西棋院では院生制度、外来棋士採用、英才特別採用がある。
院生制度は手合での成績によって棋士を採用している。所定の成績以上を収めた者が入段となるため、年間の入段者は一定ではない。
外来棋士採用はアマチュアとして顕著な成績を収めたものを対象としており、関西棋院棋士との試験対局の結果により合否が決定される。
英才特別採用は2022年4月に施行された制度で、将来性のある12歳未満を対象としている。候補者の将来性を最重視し、提出された棋譜2局と関西棋院棋士との試験碁1局で審査を行い、上位棋士10名による審査と、審査役による審査でともに2/3以上の賛成が得られた場合に入段が認められる。入段後は「準棋士」として対局料等が正棋士より劣るものとなるが、各棋戦には正棋士と同じように出場でき、二段に昇段すると正棋士に昇格となる。本規定により、2022年9月、藤田怜央が9歳4か月の世界最年少での入段を果たしている。
2025年には20歳以下の女性を対象とした「女流棋士採用試験」を創設した。「女流棋士の増員による棋界の活性化と発展」を目的としている。

### 過去の制度
かつては「研修棋士制度」という制度（2009年4月施行）があり、アマチュアとしての実績を考慮したうえで、試験碁に合格すれば「研修棋士」としての採用が行われていた。研修棋士は各棋戦への出場に制限が加えられるが、一定の条件を満たせば正棋士に昇格できた。外来棋士採用試験が導入により廃止された。
過去には特例で入段が認められた棋士もおり、陳嘉鋭や坂井秀至（ともにアマチュア国際棋戦での優勝経験あり）は試験の結果飛び付き五段で入段している。

## 記録
棋士採用の形態に差異はあるが、中国囲棋協会の最年少記録は常昊の9歳7か月、韓国棋院の最年少記録は曺薫鉉の9歳7か月。

### 日本棋院
最年少入段：仲邑菫（10歳0か月、英才特別採用推薦棋士での入段）
女流棋士特別採用試験での最年少入段：藤沢里菜（11歳6か月）
正棋士の最年少入段：趙治勲（11歳9か月）

### 関西棋院
最年少入段：藤田怜央（9歳4か月、英才特別採用での入段。世界最年少）
正棋士の最年少入段：村川大介（11歳10か月）